# 3 familias
3 familias es una producción ecuatoriana creada por Marcos Espín y emitida por la cadena televisiva Ecuavisa, que se estrenó el 31 de marzo del 2014 con formato de serie de comedia. Al ser renovada para una segunda temporada cambió a formato de telenovela, la cual se estrenó el 4 de abril de 2016. Finalizó el 27 de julio de 2020, después de 6 temporadas y más de 600 capítulos. Coautores: Eddie González y Cristian Cortez.
Protagonizada por Martín Calle, Cecilia Cascante, Christian Maquilón, Erika Vélez, Víctor Aráuz, Frank Bonilla, Marcela Ruete y Diego Spotorno, junto con Andrés Garzón, Flor María Palomeque, Ricardo Velasteguí, Héctor Garzón, Katty García, Carlos Scavone y Martha Ontaneda en los roles antagónicos. Cuenta además con las actuaciones estelares de Bárbara Najas, Pepe Tola, Ney Calderón, Mayensi Rivera, Valentina de Abreu, Kevin Chapin, Priscilla Negrón, Leonardo Moreira, Bianca Fariña, Sergio Podeley y los primeros actores Miriam Murillo, Isidro Murillo, Amparo Guillén. Con las actuaciones especiales de Lorna Cepeda y Martín Karpan.

## Sinopsis
La producción se centra en 3 familias de diferentes niveles sociales que deberán enfrentar un mismo tema, cada una representada por sus respectivas actitudes, comportamientos y léxicos, de acuerdo a su situación económica, social, geográfica, cultural y psicológica. En cada episodio sus historias se enlazan por una situación común que afecta a cada familia y a la solución que encuentren.

## Temporadas

### Temporada 1
Se estrenó el 31 de marzo de 2014 como una serie cómica y finalizó el 16 de mayo del mismo año, con un total de 35 capítulos. La trama gira en torno a las familias citadas a continuación:
- Los Plaza - Lagos,[6][7] Jaime Andrés y Lulú, son de clase alta, su vida es muy predecible pero siempre hay algo que los saca de casillas.
- Los Vaca - Galindo,[8] Carlos y Carla, son de clase media y viven de manera moderada, siempre buscando ahorrar dinero.[8]
- Los Tomalá - Cabeza, Genaro y Génesis, son de clase baja y con poco presupuesto y logran sobrevivir gracias a unos cachuelos.

### Temporada 2
3 Familias: Corregidos, Aumentados y con yapa. Se estrenó el 4 de abril de 2016, bajo el formato de telenovela, con diferencia de su primera temporada. Finalizó el 23 de agosto del mismo año, con un total de 97 capítulos. 
Tras la salida de Diego Spotorno del reparto original, Frank Bonilla pasó a ser parte del elenco en el papel del esposo de Lulú Lagos.
La historia da un giro donde tras la muerte de Jaime Andrés Plaza, Lulú consigue un nuevo marido, los Vaca Galindo cambian de casa y los Tomalá Cabeza reciben a un nuevo integrante a su familia.

### Temporada 3
3 Familias: Más ecuatorianos que nunca y con harto arroz. La tercera temporada inició el 6 de marzo de 2017 y finalizó el 4 de septiembre del mismo año, con un total de 119 capítulos.
En esta se incorporaron una nueva pareja de esposos, en la familia de clase media, los Vaca-Galindo, se les unen los González-Suárez. La empleada de los Vaca-Galindo, se encuentra embarazada y el misterio gira en torno a saber quién es el padre. Así mismo, Génesis y Lulú resultan embarazadas de sus respectivos maridos, y el villano Armando Paz que busca venganza hacia las 3 familias

### Temporada 4
3 Familias: Más apretados que nunca, chiros pero contentos. Se estrenó el 2 de abril de 2018 y finalizó el 21 de diciembre del mismo año con un total de 184 capítulos, siendo la temporada más larga de toda la serie. 
Al reparto se integra Flor María Palomeque como antagonista. Esta temporada se desarrolla pasado tres años, desde los últimos acontecimientos, los Tomalá Cabeza ahora viven en un contenedor donde Agapito y Doña Geoco llegarán de arrimados; por otro lado los Vaca Galindo se divorcian, y Carla ahora vive en una casa modelo junto a sus hijos, y los Plaza Lagos pierden su mansión y se mudan a un penthouse luego de que la empresa de Luis Ernesto quebrara, sumado a eso la inesperada y trágica muerte de La Nena.

### Temporada 5
3 Familias: El Origen. ¡No hay quinta temporada! Pero nos vamos de retro... Se estrenó el 20 de agosto de 2019 y finalizó el 20 de diciembre del mismo año con un total de 86 capítulos.
Porque toda historia tiene un origen y todo presente tiene un pasado, la trama se remonta en el año 1978 donde una inocente Génesis era rondada por el pícaro del barrio, Genaro, Lulú vivía lejos de los lujos actuales y Doña Geoco ya chancleteaba a la gente.

### Temporada 6
3 Familias: El Final. Es la última temporada de la serie. Se estrenó el 18 de febrero de 2020 y finalizó el 27 de julio del mismo año, con un total de 101 capítulos.
Está enfocada en el destino de sus protagonistas, como el nuevo equipo de fútbol de los Plaza Lagos comprado por Max (por a una estafa) y Lulú siendo soltera, luego del abandono de Luis Ernesto. Los Tomalá Cabezas como dueños del Conventillo y con su propia peña bailable: El Excelente, y Carla, quien será deportada de los Estados Unidos y le llegará un nuevo amor a su vida, interpretado por Víctor Aráuz. Esta también muestra "el origen del origen" de sus protagonistas, como el nacimiento del amor de Generoso y Carmita, el noviazgo de Cástula y Casimiro, y el verdadero origen de Lulú.

## Episodios
| Temporada | Temporada | Episodios | Episodios | Emisión original      | Emisión original        |
| Temporada | Temporada | Episodios | Episodios | Primera emisión       | Última emisión          |
| --------- | --------- | --------- | --------- | --------------------- | ----------------------- |
|           | 1         | 33        | 33        | 31 de marzo de 2014   | 16 de mayo de 2014      |
|           | 2         | 97        | 97        | 4 de abril de 2016    | 23 de agosto de 2016    |
|           | 3         | 118       | 118       | 6 de marzo de 2017    | 4 de septiembre de 2017 |
|           | 4         | 184       | 184       | 2 de abril de 2018    | 21 de diciembre de 2018 |
|           | 5         | 86        | 86        | 20 de agosto de 2019  | 20 de diciembre de 2019 |
|           | 6         | 101       | 101       | 18 de febrero de 2020 | 27 de julio de 2020     |

## Reparto
| Actor / Actriz          | Personaje                                                                     | Temporadas   | Temporadas            | Temporadas            | Temporadas            | Temporadas            | Temporadas            |
| Actor / Actriz          | Personaje                                                                     | 1            | 2                     | 3                     | 4                     | 5                     | 6                     |
| ----------------------- | ----------------------------------------------------------------------------- | ------------ | --------------------- | --------------------- | --------------------- | --------------------- | --------------------- |
| Martín Calle            | Genaro Antonio Tomalá Concha                                                  | Protagonista | Protagonista          | Protagonista          | Protagonista          | Protagonista          | Protagonista          |
| Martín Calle            | Generoso Tomalá Avelino                                                       | Ausente      | Ausente               | Ausente               | Ausente               | Estelar               | Estelar               |
| Cecilia Cascante        | Génesis Geoconda Cabezas de Toro de Tomalá                                    | Protagonista | Protagonista          | Protagonista          | Protagonista          | Protagonista          | Protagonista          |
| Erika Vélez             | Carla Estefanía Galindo Posligua / de Vaca / vda. de Pinto / de Ríos "Rivers" | Protagonista | Protagonista          | Protagonista          | Protagonista          | Invitada              | Protagonista          |
| Erika Vélez             | Cástula Posligua Becerra de Galindo (joven)                                   | Ausente      | Ausente               | Ausente               | Ausente               | Estelar               | Estelar               |
| Marcela Ruete           | María de Lourdes Lagos Smith de Plaza "Lulú"                                  | Protagonista | Protagonista          | Protagonista          | Protagonista          | Protagonista          | Protagonista          |
| Marcela Ruete           | Lidia Smith Jones de Lagos (joven)                                            | Ausente      | Ausente               | Ausente               | Ausente               | Estelar               | Estelar               |
| Marcela Ruete           | Luciana Castro Lery "Lu"                                                      | Ausente      | Ausente               | Ausente               | Ausente               | Recurrente            | Ausente               |
| Frank Bonilla           | Luis Ernesto Plaza Loor                                                       | Ausente      | Protagonista          | Protagonista          | Protagonista          | Protagonista          | Ausente               |
| Frank Bonilla           | Primitivo / Luis Eduardo Plaza Bermeo                                         | Ausente      | Recurrente            | Ausente               | Ausente               | Ausente               | Ausente               |
| Christian Maquilón      | Carlos Eleodoro Vaca Cuero                                                    | Protagonista | Protagonista          | Protagonista          | invitado              | Ausente               | Ausente               |
| Christian Maquilón      | Stalyn Peñaloza Meza                                                          | Invitado     | Invitado              | Ausente               | Ausente               | Ausente               | Ausente               |
| Víctor Aráuz            | Víctor Ríos Luna "Víctor Rivers"                                              | Ausente      | Ausente               | Ausente               | Ausente               | Ausente               | Protagonista          |
| Diego Spotorno          | Jaime Andrés Plaza Reyes                                                      | Protagonista | Flashback             | Ausente               | Ausente               | Ausente               | Ausente               |
| Miriam Murillo          | Geoconda Cabezas de Toro de Regalado "Doña Gioco"                             | Invitada     | Estelar               | Estelar               | Estelar               | Estelar               | Estelar               |
| Miriam Murillo          | Zoila Cabezas Torres "Mami Zoila"                                             | Ausente      | Ausente               | Ausente               | Ausente               | Estelar               | Estelar               |
| Isidro Murillo          | Agapito Regalado Contento Abogado de los Tribunales de la Rep del EC          | Ausente      | Estelar               | Estelar               | Estelar               | Estelar               | Estelar               |
| Andrés Garzón           | Armando Paz Garcia                                                            | Ausente      | Antagonista Principal | Antagonista Principal | Antagonista Principal | Ausente               | Ausente               |
| Andrés Garzón           | Clemencio Honesto Honrado Calvache / Clemencio Paz                            | Ausente      | Ausente               | Ausente               | Recurrente            | Ausente               | Ausente               |
| Flor María Palomeque    | Florencia de la Hiedra / Melanie Quimí / Florencia Plaza Quimí                | Ausente      | Ausente               | Ausente               | Antagonista Principal | Ausente               | Ausente               |
| Flor María Palomeque    | Tía Manzanilla Quimí López                                                    | Ausente      | Ausente               | Ausente               | Recurrente            | Ausente               | Ausente               |
| Flor María Palomeque    | Tía Valeriana Quimí López                                                     | Ausente      | Ausente               | Ausente               | Recurrente            | Ausente               | Ausente               |
| Amparo Guillén          | Carmen Concha Prieto vda. de Tomalá "Carmita"                                 | Ausente      | Ausente               | Ausente               | Ausente               | Estelar               | Estelar               |
| Ricardo Velasteguí      | Gerónimo Tomalá Avelino                                                       | Ausente      | Ausente               | Ausente               | Ausente               | Antagonista Principal | Antagonista Principal |
| Ricardo Velasteguí      | Gerardo Tomalá Concha                                                         | Ausente      | Ausente               | Ausente               | Ausente               | Ausente               | Recurrente            |
| Héctor Garzón           | Polibio Valiente Garces                                                       | Ausente      | Ausente               | Ausente               | Ausente               | Ausente               | Antagonista Principal |
| Katty García            | Beverly Dávalos Hoyos vda. de Zacarías / de Plaza                             | Ausente      | Antagonista           | Estelar               | Antagonista           | Ausente               | Ausente               |
| Martha Ontaneda         | Lucrecia Reyes Rivera vda. de Plaza                                           | Invitada     | Invitada              | Antagonista           | Antagonista           | Ausente               | Ausente               |
| Carlos Scavone          | Maximiliano "Max" Plaza Lagos                                                 | Ausente      | Estelar               | Antagonista           | Antagonista           | Estelar               | Estelar               |
| Bárbara Najas           | Lorena Lorraine Plaza Lakes de Tomalá "La Nena" / Bella                       | Ausente      | Estelar               | Estelar               | Estelar               | Ausente               | Ausente               |
| Pepe Tola               | Gregorio "Gregory" Tomalá Caiche                                              | Ausente      | Estelar               | Estelar               | Estelar               | Ausente               | Ausente               |
| Daniela Baque           | Fátima Caiche Cruz de Zambrano                                                | Invitada     | Estelar               | Estelar               | Estelar               | Estelar               | Estelar               |
| Fernando Villao         | Blu Ray Zambrano Silva                                                        | Invitado     | Estelar               | Estelar               | Estelar               | Flashback             | Flashback             |
| Ney Calderón            | Frickson Plaza Herrera                                                        | Invitado     | Estelar               | Estelar               | Estelar               | Ausente               | Ausente               |
| Mayensi Rivera          | Shirley Herrera Calderón vda. de Plaza                                        | Invitada     | Estelar               | Estelar               | Estelar               | Invitada              | Ausente               |
| Prisca Bustamante       | Cástula Posligua Becerra de Galindo                                           | Invitada     | Recurrente            | Recurrente            | Recurrente            | Recurrente            | Ausente               |
| Mimo Cava               | Casimiro Galindo Vera                                                         | Ausente      | Invitado              | Ausente               | Invitado              | Invitado              | Ausente               |
| Luciana Grassi          | Tiffani Tivanna Armijos de Paz "Titi"                                         | Invitada     | Estelar               | Invitada              | Invitada              | Ausente               | Ausente               |
| Valentina de Abreu      | Abigaíl Rodríguez Contreras de Quijije "La Chama"                             | Ausente      | Ausente               | Ausente               | Estelar               | Estelar               | Ausente               |
| Kevin Chapin            | Kevin Quijije Carrion                                                         | Ausente      | Ausente               | Recurrente            | Estelar               | Estelar               | Estelar               |
| Emma Guerrero           | Ashley Chuchuca Gómez                                                         | Ausente      | Ausente               | Ausente               | Antagonista           | Antagonista           | Estelar               |
| Carlos Valencia         | Reynaldo Wated King "El Rey del trono"                                        | Ausente      | Ausente               | Ausente               | Antagonista           | Antagonista           | Ausente               |
| Hilda Saraguayo         | Narcisa "Nachita" Cabezas de Toro                                             | Ausente      | Ausente               | Ausente               | Antagonista           | Ausente               | Ausente               |
| Hilda Saraguayo         | Gioconda Cabezas De Toro "Gioco" (joven)                                      | Ausente      | Ausente               | Ausente               | Ausente               | Estelar               | Estelar               |
| Álex Vizuete            | Justin Gutiérrez Santana                                                      | Ausente      | Ausente               | Ausente               | Ausente               | Estelar               | Estelar               |
| Álex Vizuete            | Petete Ortega Villacis                                                        | Ausente      | Ausente               | Ausente               | Ausente               | Recurrente            | Recurrente            |
| Leonardo Moreira        | Casimiro Galindo Vera (joven)                                                 | Ausente      | Ausente               | Ausente               | Ausente               | Estelar               | Estelar               |
| Andrés Pellacini        | Lucas Lagos Yellowstone (joven)                                               | Ausente      | Ausente               | Ausente               | Ausente               | Antagonista           | Antagonista           |
| Priscilla Negrón        | Carmen Concha Prieto de Tomalá "Carmita" (joven)                              | Ausente      | Ausente               | Ausente               | Ausente               | Estelar               | Estelar               |
| Priscilla Negrón        | Gina Tomalá Concha "Gina G"                                                   | Ausente      | Ausente               | Ausente               | Ausente               | Recurrente            | Recurrente            |
| Ariel Zöller            | Juan del Zaguan Rivas                                                         | Ausente      | Ausente               | Ausente               | Ausente               | Invitado              | Invitado              |
| Ariel Zöller            | Jaime Andrés Plaza (joven)                                                    | Ausente      | Ausente               | Ausente               | Ausente               | Invitado              | Ausente               |
| Tábata Gálvez           | Mariana Chiriguayo Parra                                                      | Ausente      | Ausente               | Ausente               | Ausente               | Invitada              | Ausente               |
| María Fernanda Pérez    | Selena Gutierrez Quintanilla                                                  | Ausente      | Ausente               | Ausente               | Invitada              | Ausente               | Ausente               |
| María Fernanda Pérez    | Mariana Chiriguayo Parra (joven)                                              | Ausente      | Ausente               | Ausente               | Ausente               | Antagonista           | Antagonista           |
| Julio Larrea            | Augusto Parrales Merchan                                                      | Ausente      | Ausente               | Ausente               | Ausente               | Invitado              | Ausente               |
| Kimberly Jaramillo      | Cándida Cuenca Borja                                                          | Ausente      | Ausente               | Ausente               | Ausente               | Antagonista           | Ausente               |
| Renata Salem            | Camila Meza Robles                                                            | Ausente      | Ausente               | Ausente               | Ausente               | Antagonista           | Ausente               |
| Alejandra Paredes       | Lourdes "Lili" Smith Jones (joven)                                            | Ausente      | Ausente               | Ausente               | Ausente               | Invitada              | Estelar               |
| Diego Castillo          | Carlos Javier Vaca Galindo "Carlitos Jr."                                     | Ausente      | Ausente               | Recurrente            | Estelar               | Invitado              | Estelar               |
| Mayra Jaime             | Paloma Valiente Criollo                                                       | Ausente      | Ausente               | Ausente               | Ausente               | Ausente               | Estelar               |
| Sergio Podeley          | Guillermo Poncella Choez                                                      | Ausente      | Ausente               | Ausente               | Ausente               | Ausente               | Estelar               |
| Bianca Fariña           | María José Canchita Astudillo                                                 | Ausente      | Ausente               | Ausente               | Ausente               | Ausente               | Estelar               |
| Maximiliano Metz        | Porfirio Maridueña Serradilla                                                 | Ausente      | Ausente               | Ausente               | Ausente               | Ausente               | Antagonista           |
| Andrés Guerrero         | Multiusos Carvajal Fajardo                                                    | Ausente      | Ausente               | Ausente               | Ausente               | Ausente               | Estelar               |
| Elena Gui               | Susana Porcel Casán de Poncella "Tana"                                        | Ausente      | Ausente               | Ausente               | Ausente               | Ausente               | Antagonista           |
| Diana Saporiti          | Lourdes "Lili" Smith Jones                                                    | Ausente      | Invitada              | Ausente               | Ausente               | Invitada              | Estelar               |
| Hugo Avilés             | Lucas Lagos Yellowstone                                                       | Ausente      | Ausente               | Ausente               | Ausente               | Ausente               | Estelar               |
| Carolina Ossa           | Lidia Smith Jones de Lagos                                                    | Invitada     | Ausente               | Ausente               | Ausente               | Ausente               | Ausente               |
| Tania Salas             | Carlota Cuero Guerra "Mamá de Carlos                                          | Invitada     | Ausente               | Ausente               | Ausente               | Ausente               | Ausente               |
| Angélica Arriciaga      | Lupe Jara Correa                                                              | Ausente      | Ausente               | Ausente               | Ausente               | Recurrente            | Recurrente            |
| Jomahira Ganchozo       | Rita Lucas Espinoza                                                           | Ausente      | Ausente               | Ausente               | Ausente               | Recurrente            | Recurrente            |
| Pamela Morán            | La vecina Aparecida Yanes Erazo                                               | Ausente      | Ausente               | Ausente               | Ausente               | Recurrente            | Recurrente            |
| Paola Vera              | Crepúscula Cueva Caiza                                                        | Ausente      | Ausente               | Ausente               | Ausente               | Ausente               | Antagonista           |
| Henry Layana            | Clodomiro Quimí Villamar                                                      | Ausente      | Ausente               | Ausente               | Antagonista           | Ausente               | Ausente               |
| Henry Layana            | Don Gregorio Gumercindo Tomalá Velasco "Don Goyo"                             | Ausente      | Ausente               | Ausente               | Ausente               | Ausente               | Estelar               |
| Marcelo Gálvez          | Justino Barrotes Barrera                                                      | Ausente      | Ausente               | Ausente               | Invitado              | Ausente               | Ausente               |
| Marcelo Gálvez          | Cástulo Becerra Rendon                                                        | Ausente      | Ausente               | Ausente               | Ausente               | Ausente               | Estelar               |
| Alfredo Espinoza        | Segundo Galindo Peralta                                                       | Ausente      | Ausente               | Ausente               | Ausente               | Ausente               | Estelar               |
| Monserrate Benalcázar   | María Vera Santos de Galindo                                                  | Ausente      | Ausente               | Ausente               | Ausente               | Ausente               | Estelar               |
| Fabián Fariña           | Productor musical                                                             | Ausente      | Ausente               | Ausente               | Ausente               | Ausente               | Invitado              |
| Noralma Reeves          | Eulalia Prieto Pozo de Concha                                                 | Ausente      | Ausente               | Ausente               | Ausente               | Ausente               | Estelar               |
| Raúl Pinto              | Severino Concha Galarza                                                       | Ausente      | Ausente               | Ausente               | Ausente               | Ausente               | Antagonista           |
| Mélida Villavicencio    | Petronila Jácome Burgos                                                       | Ausente      | Recurrente            | Ausente               | Invitada              | Ausente               | Invitada              |
| Michy Zelaya            | Tagua Contreras Cortez                                                        | Ausente      | Ausente               | Ausente               | Estelar               | Ausente               | Ausente               |
| Samara Montero          | Maria Jose Sarmiento Jara "Majito"                                            | Ausente      | Ausente               | Invitada              | Antagonista           | Ausente               | Ausente               |
| Vanessa Ortiz           | Marina Cortez Coello                                                          | Ausente      | Ausente               | Ausente               | Antagonista           | Ausente               | Ausente               |
| Bárbara Martin          | Génesis Tomalá Cabezas "Genesita"                                             | Ausente      | Ausente               | Ausente               | Recurrente            | Recurrente            | Recurrente            |
| Luis Miguel Coka        | Baby Junior Plaza Lagos                                                       | Ausente      | Ausente               | Ausente               | Recurrente            | Recurrente            | Recurrente            |
| Leonardo Bravo          | Genaro Antonio Tomalá Concha (niño)                                           | Ausente      | Ausente               | Ausente               | Ausente               | Recurrente            | Ausente               |
| Carlos Piechestein      | Jaime Andrés Plaza Quiroz Padre                                               | Ausente      | Ausente               | Ausente               | Invitado              | Ausente               | Ausente               |
| Martín Karpan           | Aquiles Pinto Merchan                                                         | Ausente      | Ausente               | Ausente               | Invitado              | Ausente               | Ausente               |
| Adriana Manzo           | Sabrina Rivadeneira Camacho                                                   | Ausente      | Ausente               | Ausente               | Invitada              | Ausente               | Ausente               |
| Jonathan Estrada        | Domingo Dávalos Hoyos                                                         | Ausente      | Estelar               | Ausente               | Invitado              | Ausente               | Ausente               |
| Darío León              | Domingo Dávalos Hoyos                                                         | Ausente      | Estelar               | Ausente               | Invitado              | Ausente               | Ausente               |
| Carlos Mena             | Padre Ángel Galindo Posligua                                                  | Ausente      | Invitado              | Ausente               | Invitado              | Ausente               | Ausente               |
| Miguel Ángel Tovar      | Padre Ángel Galindo Posligua                                                  | Ausente      | Invitado              | Ausente               | Invitado              | Ausente               | Ausente               |
| Lorena Gaibor           | Yamilet Pincay Dávalos                                                        | Ausente      | Antagonista           | Estelar               | Ausente               | Ausente               | Ausente               |
| Vicente Romero          | Silvino Zacarías Hurtado                                                      | Invitado     | Antagonista           | Antagonista           | Ausente               | Ausente               | Ausente               |
| Vicente Romero          | Enviado del Diablo                                                            | Ausente      | Ausente               | Ausente               | Ausente               | Ausente               | Invitado              |
| José Enrique Pacheco    | Patricio "Pato" González Rivadeneira                                          | Ausente      | Ausente               | Antagonista           | Ausente               | Ausente               | Ausente               |
| Andrea Ordóñez          | Carolina Suárez Erazo de González "Carito"                                    | Ausente      | Ausente               | Antagonista           | Ausente               | Ausente               | Ausente               |
| Michela Pincay          | Ella misma                                                                    | Ausente      | Invitada              | Ausente               | Ausente               | Ausente               | Ausente               |
| Michela Pincay          | Yaritza Dávalos Hoyos                                                         | Ausente      | Ausente               | Antagonista           | Ausente               | Ausente               | Ausente               |
| Jonathan González       | Sebastián Vega de la Torre                                                    | Ausente      | Ausente               | Antagonista           | Ausente               | Ausente               | Ausente               |
| Shany Nadan             | Deborah Yepez Chavez                                                          | Ausente      | Ausente               | Antagonista           | Ausente               | Ausente               | Ausente               |
| Danni Ubeda             | Profesor Fernando Galarza Urrutia                                             | Ausente      | Ausente               | Invitado              | Ausente               | Ausente               | Ausente               |
| Verónica Ycaza          | Fiorella Veliz Carrilo"Fio"                                                   | Ausente      | Ausente               | Estelar               | Ausente               | Ausente               | Ausente               |
| Claudia Camposano       | Zoila Guerra Pozo                                                             | Ausente      | Estelar               | Ausente               | Ausente               | Ausente               | Ausente               |
| Claudia Camposano       | Yulexi Betsabé Moreira Zambrano                                               | Invitada     | Invitada              | Ausente               | Ausente               | Ausente               | Ausente               |
| Lorna Cepeda            | Lorraine Lakes de Plaza                                                       | Ausente      | Invitada              | Ausente               | Ausente               | Ausente               | Ausente               |
| Felipe Crespo           | Felipe Crespo "Youtuber"                                                      | Ausente      | Ausente               | Invitado              | Ausente               | Invitado              | Ausente               |
| Moisés Pico Flores      | Logan Y Logan "Youtuber"                                                      | Ausente      | Ausente               | Invitado              | Ausente               | Invitado              | Ausente               |
| Azucena Mora            | Petita Pacheco Zamora                                                         | Ausente      | Invitada              | Ausente               | Ausente               | Ausente               | Ausente               |
| Azucena Mora            | Dulce Lara Alava                                                              | Ausente      | Ausente               | Ausente               | Invitada              | Ausente               | Ausente               |
| Efraín Ruales           | Kilovatio Hora Caicedo "Kiki"                                                 | Invitado     | Invitado              | Invitado              | Ausente               | Ausente               | Ausente               |
| Efraín Ruales           | El Taita                                                                      | Ausente      | Ausente               | Invitado              | Ausente               | Ausente               | Ausente               |
| Efraín Ruales           | Mariano Bochelli Mejía                                                        | Ausente      | Ausente               | Ausente               | Antagonista           | Ausente               | Ausente               |
| Jorge Beltrán           | Kevin Quijije Sr.                                                             | Ausente      | Ausente               | Ausente               | Antagonista Invitado  | Ausente               | Ausente               |
| Tomás Delgado           | Lorenzo Tapia Ramos / "La Vecina"                                             | Invitado     | Invitado              | Invitado              | Invitado              | Ausente               | Ausente               |
| Henry Bustamante        | Él mismo                                                                      | Invitado     | Ausente               | Ausente               | Ausente               | Ausente               | Ausente               |
| Eduardo Hurtado         | Él mismo                                                                      | Invitado     | Ausente               | Ausente               | Ausente               | Ausente               | Ausente               |
| Payaso Tolín            | Él mismo                                                                      | Invitado     | Ausente               | Ausente               | Ausente               | Ausente               | Invitado              |
| José Andrés Caballero   | Vendedor de terrenos                                                          | Invitado     | Ausente               | Ausente               | Ausente               | Ausente               | Ausente               |
| Alberto Pablo Rivera    | Dante Montes Monte                                                            | Ausente      | Ausente               | Ausente               | Invitado              | Ausente               | Ausente               |
| Paola Farías            | Ella misma                                                                    | Ausente      | Invitada              | Ausente               | Ausente               | Ausente               | Ausente               |
| Wendy Vera              | Ella misma                                                                    | Ausente      | Invitada              | Ausente               | Ausente               | Ausente               | Ausente               |
| Douglas Bastidas        | Él mismo                                                                      | Ausente      | Invitado              | Ausente               | Ausente               | Ausente               | Ausente               |
| Don Day                 | Él mismo                                                                      | Ausente      | Invitado              | Ausente               | Ausente               | Ausente               | Ausente               |
| Verónica Camacho        | Ella misma                                                                    | Ausente      | Invitada              | Ausente               | Ausente               | Ausente               | Ausente               |
| Marián Sabaté           | Ella misma                                                                    | Ausente      | Ausente               | Ausente               | Invitada              | Ausente               | Ausente               |
| Verónica Suárez         | Ella misma                                                                    | Ausente      | Ausente               | Ausente               | Invitada              | Ausente               | Ausente               |
| Armando Paredes         | Él mismo                                                                      | Ausente      | Ausente               | Ausente               | Invitado              | Ausente               | Ausente               |
| Byron Moreno            | Él mismo                                                                      | Ausente      | Ausente               | Ausente               | Invitado              | Ausente               | Ausente               |
| Mariela Viteri          | Ella misma                                                                    | Ausente      | Ausente               | Ausente               | Invitada              | Ausente               | Ausente               |
| Samantha Grey           | Ella misma                                                                    | Ausente      | Ausente               | Ausente               | Ausente               | Invitada              | Ausente               |
| Evelyn Vanessa Calderón | Ella misma                                                                    | Ausente      | Ausente               | Ausente               | Ausente               | Invitada              | Ausente               |
| Angello Barahona        | Él mismo                                                                      | Ausente      | Ausente               | Ausente               | Invitado              | Invitado              | Ausente               |
| AU-D                    | Él mismo                                                                      | Ausente      | Ausente               | Ausente               | Ausente               | Invitado              | Ausente               |
| Gianpiero               | Él mismo                                                                      | Ausente      | Ausente               | Ausente               | Ausente               | Ausente               | Invitado              |
| Charlie Aponte          | Él mismo                                                                      | Ausente      | Ausente               | Ausente               | Ausente               | Ausente               | Invitado              |
| José Gavica             | Él mismo                                                                      | Ausente      | Ausente               | Ausente               | Ausente               | Ausente               | Invitado              |
| Silvio Plaza            | Hernán Darío "El Bolillo" Gómez (cameo)                                       | Ausente      | Ausente               | Ausente               | Ausente               | Ausente               | Invitado              |
| James Long              | Sukitruki                                                                     | Ausente      | Ausente               | Ausente               | Invitado              | Ausente               | Ausente               |
| James Long              | El Diablo                                                                     | Ausente      | Ausente               | Ausente               | Ausente               | Ausente               | Invitado              |
| Pedro Ortiz             | San Pedro                                                                     | Ausente      | Ausente               | Ausente               | Ausente               | Ausente               | Invitado              |

## Premios y nominaciones

### Premios ITV
| Año  | Categoría                              | Nominado             | Resultado |
| ---- | -------------------------------------- | -------------------- | --------- |
| 2014 | Mejor actor cómico                     | Martín Calle         | Nominado  |
| 2016 | Mejor programa cómico                  | 3 Familias           | Ganador   |
| 2016 | Mejor actor cómico                     | Martín Calle         | Ganador   |
| 2016 | Mejor actor cómico                     | Efraín Ruales        | Nominado  |
| 2016 | Mejor actriz cómica                    | Érika Vélez          | Nominada  |
| 2017 | Mejor programa dramático               | 3 Familias           | Nominado  |
| 2017 | Mejor actor dramático                  | Martín Calle         | Ganador   |
| 2017 | Mejor actriz dramática                 | Katty García         | Nominada  |
| 2017 | Mejor actriz dramática                 | Cecilia Cascante     | Nominada  |
| 2017 | Mejor actriz dramática                 | Érika Vélez          | Nominada  |
| 2018 | Mejor programa dramático               | 3 Familias           | Ganador   |
| 2018 | Mejor guion para seriado de Televisión | 3 Familias           | Ganador   |
| 2018 | Mejor actor dramático                  | Martín Calle         | Ganador   |
| 2018 | Mejor actriz dramática                 | Flor María Palomeque | Ganadora  |
| 2018 | Mejor actriz dramática                 | Érika Vélez          | Nominada  |
| 2019 | Mejor programa dramático               | 3 Familias           | Ganador   |
| 2019 | Mejor guion para seriado de Televisión | 3 Familias           | Ganador   |
| 2019 | Mejor actor dramático                  | Martín Calle         | Ganador   |
| 2019 | Mejor actor dramático                  | Álex Vizuete         | Nominado  |
| 2019 | Mejor actor dramático                  | Vicente Romero       | Nominado  |
| 2019 | Mejor actriz dramática                 | Cecilia Cascante     | Ganadora  |
| 2019 | Mejor actriz dramática                 | Érika Vélez          | Nominada  |
| 2021 | Mejor actor dramático                  | Martín Calle         | Pendiente |
| 2021 | Mejor actor dramático                  | Álex Vizuete         | Pendiente |
| 2021 | Mejor actor dramático                  | Víctor Aráuz         | Pendiente |
| 2021 | Mejor actriz dramática                 | Érika Vélez          | Pendiente |

### Premios Ecuavisa
| Año  | Categoría        | Nominado         | Resultado |
| ---- | ---------------- | ---------------- | --------- |
| 2020 | Chancleta de Oro | Martín Calle     | Ganador   |
| 2020 | Chancleta de Oro | Cecilia Cascante | Ganadora  |
| 2020 | Chancleta de Oro | Marcela Ruete    | Ganadora  |
| 2020 | Chancleta de Oro | Érika Vélez      | Ganadora  |
| 2020 | Chancleta de Oro | Isidro Murillo   | Ganador   |

## Producción
Para la producción se unificaron los equipos de El Combo Amarillo y ¡Así Pasa!. El director general es Marcos Espín, secundado por Luis Aguirre y dos realizadores: Diana Jaramillo y Darío Fernández. Los guiones y la historia son creaciones de Cristian Cortez que lidera a un equipo de seis libretistas (Eddie González, Cecil Stacio, Alfredo Piguave, Ernesto Landin, Daniel Jiménez, Tito Zavala). La idea original de la serie fue creada por Marcos Espín.

### Emisión internacional
| País                             | Televisora              | Emisión                           | Temporadas | Temporadas | Temporadas | Temporadas | Temporadas | Temporadas |
| País                             | Televisora              | Emisión                           | 1          | 2          | 3          | 4          | 5          | 6          |
| -------------------------------- | ----------------------- | --------------------------------- | ---------- | ---------- | ---------- | ---------- | ---------- | ---------- |
| Perú                             | Panamericana Televisión | 2015                              | Serie      |            |            |            |            |            |
| Bolivia                          | Red UNO                 | 1 de agosto de 2016 - 2017        | Serie      | Telenovela |            |            |            |            |
| Bolivia                          | Red PAT                 | 27 de septiembre de 2021-presente | Serie      | Telenovela | Telenovela | Telenovela |            |            |
| Estados Unidos · Italia · España | Ecuavisa Internacional  | 2014 - 2020                       | Serie      | Telenovela | Telenovela | Telenovela | Telenovela | Telenovela |
| Latinoamérica                    | Pluto TV                | 2021-presente                     | Serie      | Telenovela |            |            |            |            |
| México                           | Apple TV+               | 2023-presente                     | Serie      | Telenovela |            |            |            |            |

     Emisión en formato de serie.
     Emisión en formato de telenovela.
     No se ha emitido dicha temporada.

## Versiones

### México
- La cadena mexicana TV Azteca estrenó el 23 de octubre de 2017, a las 19h30, una adaptación de esta historia con el mismo nombre, y las actuaciones protagónicas de Ingrid Martz y Rodrigo Mejía como "Los Del Pedregal Barrozo" (Los Plaza Lagos), Rocío García y Ulises de la Torre como "Los Mejorada Lezama" (Los Vaca Galindo), y Alma Cero y Carlos Espejel como "Los Barrio Bravo" (Los Tomalá Cabezas), y la actuación estelar de la primera actriz Sylvia Pasquel con el papel de Frida (Doña Geoco), y las actuaciones antagónicas de Edith González y Juan Ríos. Fue la última telenovela en la que participó Edith González antes de su fallecimiento, el 13 de junio de 2019.

### Perú
- La cadena peruana América Televisión en 2018, adquirió el formato versión telenovela; se desconoce la fecha de inicio de la etapa de preproducción.[18]